# Aidia vieillardii
Aidia vieillardii är en måreväxtart som först beskrevs av Henri Ernest Baillon, och fick sitt nu gällande namn av Colin Ernest Ridsdale. Aidia vieillardii ingår i släktet Aidia och familjen måreväxter.
Artens utbredningsområde är Nya Kaledonien. Inga underarter finns listade i Catalogue of Life.